# Глянцевание фотобумаги
Глянцева́ние фотобума́ги — обработка поверхности желатиносеребряной фотоэмульсии баритовой фотобумаги определённых сортов, придающая ей зеркальный блеск. Завершающая стадия фотопечати, которая является разновидностью сушки. Глянцевание может осуществляться прикатыванием влажных отпечатков к поверхности оргстекла или к полированной металлической пластине электроглянцевателя.

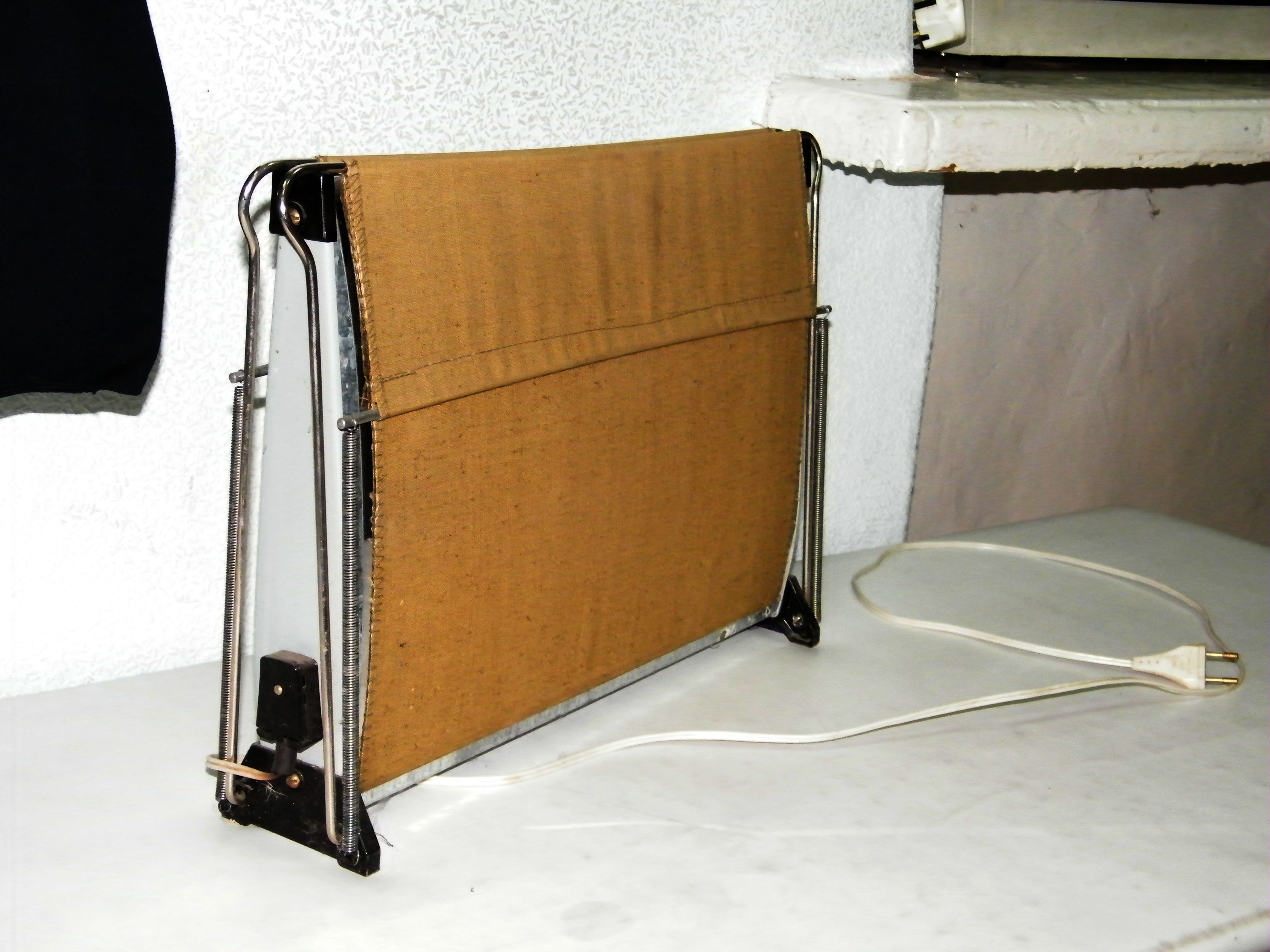
Электрофотоглянцеватель.
СССР, 1980-е годы

Глянцева́тель, эле́ктроглянцева́тель, эле́ктрофо́тоглянцева́тель — аппарат, предназначенный для глянцевания отпечатков. Благодаря электронагреву металлических пластин до температуры 50—70°С процесс занимает 6—10 минут. Кроме глянцевания устройство пригодно для ускоренной сушки фотобумаги с матовой или тиснёной поверхностью. Для этого её листы располагаются подложкой к металлическим пластинам. В крупных фотолабораториях используются аналогичные устройства барабанного типа, получившие название Аппарат полуавтоматической сушки отпечатков (АПСО).

## Технология

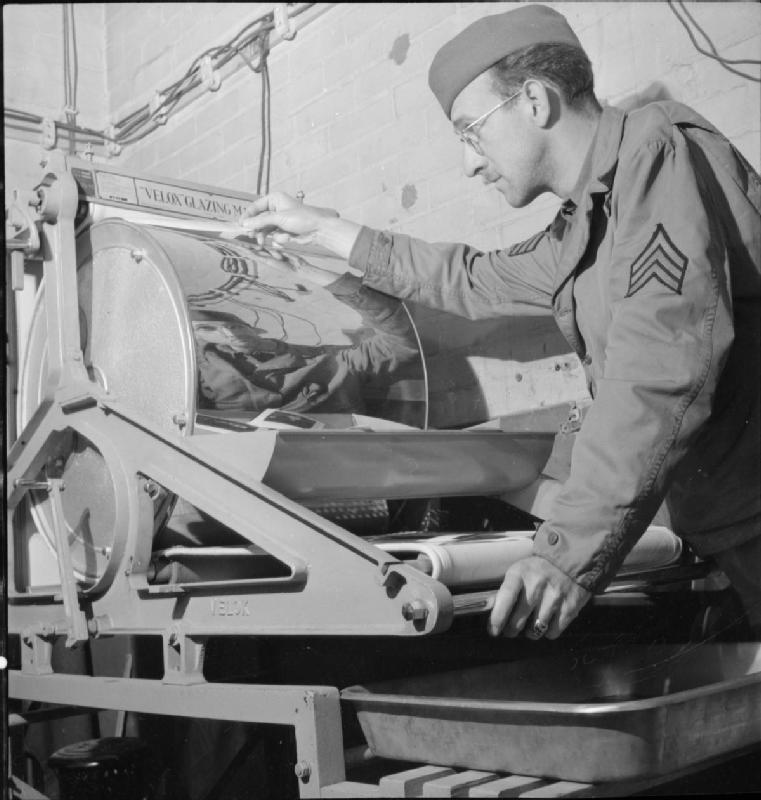
Барабанный электроглянцеватель. США, 1943 год

Для получения максимального диапазона полутонов и глубоких чёрных теней выпускаются специальные глянцевые и особоглянцевые сорта фотобумаги, поверхность которых обработана специальными каландровыми валами. При обычной сушке таких фотобумаг их поверхность не даёт глянца, для получения которого необходима плотная накатка влажного отпечатка на зеркальную поверхность. В качестве такой поверхности может использоваться обыкновенное стекло, но для этого снимок должен быть предварительно обработан дубящим фиксажом или раствором пищевой соды. В противном случае после высыхания эмульсия может приклеиться к стеклу. Такая обработка не требуется при накатке на оргстекло, которое тем не менее уступает обычному стеклу чистотой поверхности.
В обоих случаях глянцевание заканчивается после полного высыхания снимка, длящегося несколько часов. Ускорить процесс можно нагревом глянцевой поверхности, в качестве которой чаще всего используется металлическая пластина или барабан, покрытые полированным слоем хрома или никеля. Для плотного контакта эмульсии фотобумаги с поверхностью она прикатывается валиком, а затем прижимается натянутым полотном. По этому принципу работают электроглянцеватели с плоскими прямоугольными пластинами и полуавтоматические аппараты непрерывного действия. Последние являются одним из ключевых устройств крупных фотолабораторий, в конечном счёте определяющим максимальную производительность фотопечати. От размера пластин зависит максимальный размер фотоотпечатков, которые можно глянцевать прибором. В барабанных аппаратах этот параметр зависит от ширины барабана. Бытовые глянцеватели обычно пригодны для сушки отпечатков 24×30 (реже 30×40 сантиметров), советские барабанные аппараты «АПСО-5м» допускали глянцевание снимков формата 50×60. 
Глянцеванию могут быть подвергнуты только соответствующие сорта баритовой фотобумаги с классической бумажной подложкой. Современная фотобумага с полиэтиленированной основой (типа «RC» по международной классификации) не требует отдельной стадии глянцевания, а при попытке сушки на электроглянцевателях расплавленный полиэтилен приклеивается к металлической поверхности, приводя её в негодность. Глянцевание матовых и тиснёных сортов баритовой фотобумаги также не даёт хорошего результата, оставляя пятна. Пластины глянцевателя и барабан «АПСО» требуют тщательного ухода и соблюдения температурных ограничений. В случае перегрева и загрязнения поверхность теряет свойства и отпечатки безвозвратно прилипают к металлу, приходя в негодность и выводя из строя аппарат.